# Voice of a Generation
Voice of a Generation var ett svenskt streetpunkband, bildat under halvan av 1990-talet i Örebro. Gruppen upplöstes 2005, men återförenades 2011 för en konsert på West Coast Riot.
Gruppen släppte fyra album och tre EP, de flesta på Burning Heart Records, mellan 1997 och 2004. 

## Biografi
Voice of a Generation bildades i Örebro under andra halvan av 1990-talet. Inspirationen kom från andra punkband, till exempel Sham 69 och The Cockney Rejects. Bandnamnet togs från låten "Voice of a Generation" av Blitz.
Bandet albumdebuterade med 1997 års Classic Stupidity, vilken följdes av EP:n The Odd Generation året efter. Andra studioalbumet, Obligations to the Odd, utkom 1999. Samma år släpptes singlarna My Generation och Billy Boy, båda utgivna som 7"-vinyler.
Tredje fullängdsalbumet Hollywodd Rebels utgavs 2001, följt av EP:n Oddville Preservers samma år. Bandet utgav även 7"-singlarna Police Story och Equality innan året var slut. 2002 kom ...In Sweden vs. Germany, en split-7" med bandet The Creetins och 2003 EP-skivan Oddfest Vol. 1 på det italienska skivbolaget Vacation House Records.
Bandets fjärde och sista studioalbum, The Final Oddition, utkommer i januari 2004. Albumet följdes av tre 7"-singlar: Blisterhead vs. Voice of a Generation (split med Blisterhead), The Split 7" (split med Frontkick) samt Cause for Alarm.
I december 2004 lämnar Kim Belly bandet. Detta ledde i sin tur till att bandet upplöstes 2005. I pressmeddelandet skrev man: "Attention, punkrockers! As many of you've already heard, we can now confirm that we indeed have decided to quit Voice of a Generation, following Kim Belly's departure in December ’04. We wanna take this opportunity to thank every single one of all you fans out there. Without YOU, none of this would've been possible! Extra thanks & credit goes to our wonderful crew who's literally saved our lives on numerous occasions! We love you guys! Keep your ears tuned for upcoming punkrelated projects feat. VOAG members, such as; Danny Violence & Kim Belly's "The Accidents", Molotov Mike's "Daybreak" & Jonny Stalker's "The Cobra Alliance", and more..."
Torsdagen den 16 juni 2011 återförenades bandet för en spelning på festivalen West Coast Riot. Under konserten spelade bandet endast låtar från de två första studioalbumen samt EP:n The Odd Generation.

## Medlemmar
- Kim Belly - gitarr
- El Diablo - Original drummer
- Simon Riddle - Original bass player
- Molotov Mike - trummor
- Danny Violence - bas
- Charlie Voice - Original singer and founder of the band (along with Kim Belly, El Diablo and Simon Riddle)
- Johnny Stalker - sång
- 212 - gitarr
- Nick Knowledge - guitar (the early days. He played on the first record)
- Marky Madness - sång

## Diskografi

### Album
- 1997 - Classic Stupidity
- 1999 - Obligations to the Odd
- 2001 - Hollywodd Rebels
- 2003 - The Final Oddition

### EP
- 1998 - The Odd Generation
- 2001 - Oddville Preservers
- 2003 - Oddfest Vol. 1

### Singlar
- 1999 - My Generation (Sidekicks Records)
- 1999 - Billy Boy (Knock Out Records)
- 2001 - Police Story (Stereodrive! Records)
- 2001 - Equality (Dirty Punk Records, Mass Productions)
- 2002 - ...In Sweden vs. Germany (Diapazam, Vitaminepillen Records)
- 2004 - Blisterhead vs. Voice of a Generation (Red Angel Records)
- 2004 - The Split 7" (Bronco Bullfrog Records)
- 2004 - Cause for Alarm (Stereodrive! Records)

### Fotnoter
1. ↑  ”Voice of a Generation”. Punkmusik.nu. http://www.punkmusik.nu/voice-of-a-generation.html. Läst 24 januari 2012.
2. ↑  ”Voice of a Generation”. Myspace.com. http://www.myspace.com/voagvoag. Läst 24 januari 2012.
3. 1 2 3  ”Voice of a Generation”. Discogs.com. http://www.discogs.com/artist/Voice+Of+A+Generation. Läst 24 januari 2012.
4. ↑  ”Voice of a Generation”. Burning Heart Records. http://www.burningheart.com/voice/. Läst 24 januari 2012.
5. ↑  ”Voice of a Generation”. West Coast Riot. Arkiverad från originalet den 11 september 2011. https://web.archive.org/web/20110911104247/http://www.westcoastriot.se/artister.asp?artistID=84. Läst 24 januari 2012.